# 島崎規子
島崎 規子（しまざき のりこ、1947年11月24日 - ）は、日本の会計学者。城西国際大学教授。

## 来歴
1980年、駒澤大学大学院商学研究科博士後期課程修了。嘉悦女子短期大学、東京都立短期大学、城西大学短期大学部、駒澤大学などで教壇に立つ。1993年、城西国際大学教授に就任。経営情報学部経営情報学科長、同学部総合経営学科教授、1998年 同大学院経営情報学研究科教授、同大学留学生別科長、留学生スキルアップセンター所長を務める。
埼玉県都市計画地方審議会委員、埼玉県特別職報酬等審議会委員、財務省法人企業統計から見た日本の企業行動研究会等の委員、埼玉県政府調達苦情検討委員、財務省独立行政法人評価委員会委員。2001年より重松製作所監査役を歴任。 

## 著書
- 「CiNii>島崎規子」を参照
- 「researchmap.jp」を参照